# Tarucus radiata
Tarucus radiata är en fjärilsart som beskrevs av Charles Oberthür 1910. Tarucus radiata ingår i släktet Tarucus och familjen juvelvingar. Inga underarter finns listade i Catalogue of Life.